# Welt am Draht
Welt am Draht (Wereld aan een draad), is een tweedelige sciencefictionfilm, speciaal gemaakt voor de Duitse televisie, waar de film in 1973 was te zien. De film werd geregisseerd door Rainer Werner Fassbinder en is gebaseerd op het boek Simulacron Three van Daniel F. Galouye.  
Het verhaal gaat over een personage dat er langzaam achter komt dat zijn wereld een illusie is en in werkelijkheid een geavanceerde alle zintuigen omvattende simulatie of virtual reality is in een  computer en hij probeert hieruit te ontsnappen. 
In 1999 kwam er een remake in Hollywood onder de titel The Thirteenth Floor. De bekendere filmtrilogie over The Matrix behandelt eenzelfde soort thema.
Een gerestaureerde versie van de film is in 2010 op DVD verschenen. 

## Rolverdeling
| Acteur              | Personage                      |
| ------------------- | ------------------------------ |
| Klaus Löwitsch      | dokter Fred Stiller            |
| Barbara Valentin    | Gloria Fromm                   |
| Mascha Rabben       | Eva Vollmer                    |
| Karl-Heinz Vosgerau | Herbert Siskins                |
| Wolfgang Schenck    | Franz Hahn                     |
| Günter Lamprecht    | Fritz Walfang                  |
| Ulli Lommel         | Rupp, de journalist            |
| Joachim Hansen      | Hans Edelkern                  |
| Kurt Raab           | Mark Holm                      |
| Margit Carstensen   | Maya Schmidt-Gentner           |
| Ingrid Caven        | de journaliste                 |
| El Hedi ben Salem   | Castro                         |
| Adrian Hoven        | professor Henry Vollmer        |
| Ivan Desny          | Günther Lause                  |
| Gottfried John      | Einstein                       |
| Rudolf Lenz         | Hartmann                       |
| Lilo Pempeit        | typiste                        |
| Peter Chatel        | staatssecretaris Hirse         |
| Eddie Constantine   | de man in de Rolls Royce       |
| Christine Kaufmann  | gaste op het feest van Siskins |